# Chidden
Chidden – osada w Anglii, w hrabstwie Hampshire, w dystrykcie East Hampshire. Leży 26 km na południowy wschód od miasta Winchester i 91 km na południowy zachód od Londynu.